# High Fidelity (Band)
High Fidelity war eine 2004 gegründete Funk 'n' Roll Band aus Auerbach/Vogtland. Bis zu ihrer Auflösung 2009 war sie erfolgreich in Mitteldeutschland aktiv.

## Geschichte
Im Januar 2004 entstand High Fidelity aus einer Ten Sing Band. Namensgeber und zugleich Inspiration zur Gründung waren das Nick-Hornby-Buch High Fidelity sowie der gleichnamige Film mit John Cusack.
Nach vielen Konzerten feierte man 2005 einen der ersten Erfolge: Mit dem Sieg beim 12. überregionalen Bandwettbewerb in Zwickau bewiesen sie ihr Können vor Jury und Publikum. Teil des Preises war der Auftritt bei der LUEG Newcomernight in Zwickau vor 3000 Gästen sowie die Aufnahme einer EP, die High Fidelity Weihnachten 2005 veröffentlichten.
Es folgten weitere Höhepunkte wie das Erreichen des Finales beim Bandwettbewerb „Sachsen rockt“ (mit Liquido) im Mai 2006 und mehrere Konzerte in und um Nischnij Nowgorod/Russland im Juli 2006.
Im Herbst 2007 begann die Band mit den Aufnahmen zu ihrem ersten Album Taste the Waste, dessen Release im Frühjahr 2008 folgte. Im Juni gewannen sie den bundesweiten Bandwettbewerb „Berlin 08“ und spielten als Preis vor Wir sind Helden und Madsen.
Im Herbst 2008 verließ der Sänger Manuel Zeh aus persönlichen Gründen die Band. Seine Nachfolge trat Christian Roscher an. Darauf folgten bis zum Sommer 2009 weitere Konzerte in Mitteldeutschland sowie eine Tour in Rumänien.
Nach 100 gespielten Konzerten löste sich High Fidelity am 15. August 2009 mit einem Abschlusskonzert unter dem Titel Last Kiss Goodbye auf. Als Grund gab sie berufliche Veränderungen bei einigen Bandmitgliedern an. Am gleichen Tag veröffentlichte sie ihre Abschieds-EP.

## Rezeption
Die Band war vor allem im Vogtland wegen ihres energetischen, bisweilen ekstatischen Auftretens sehr geschätzt und bekannt. Auch fand man in Kreisen christlicher Jugendarbeit einige Anerkennung. Die Bandmitglieder bekannten sich offen zu ihrem Glauben. Trotzdem verstand sich High Fidelity nicht als Band mit missionarischem Auftrag. Vielmehr versuchte man Brücken zwischen christlichen Fans und nicht-christlichen Musikliebhabern zu schlagen.

## Diskografie
- 2005: High Fidelity (EP)
- 2008: Taste the Waste (Album)
- 2009: Last Kiss Goodbye (EP)

Insgesamt veröffentlichten High Fidelity während ihrer aktiven Zeit 20 Songs:
High Fidelity (EP, 2005)
- Always on the run
- Funky Boy Scout
- Fountain of glory
- Rudolph
- Fighting between the frontlines

Taste the Waste (Album, 2008)
- Waste the taste
- Superhero's daughter
- Nervous system breakdown
- Shut up
- Hurricane
- Help me
- Building up a wall
- Follow
- Two extremes
- Funky Boy Scout
- Walking on south pole
- Colourblind

Last Kiss Goodbye (EP, 2009)
- Brown Plague
- The Mule
- Trust the Bust
- Nutshell